# Pseudomys patrius
Il topo dei tumuli di ghiaia orientale (Pseudomys patrius  Thomas & Dollman, 1909) è un roditore della famiglia dei Muridi endemico dell'Australia.

## Descrizione
Roditore di piccole dimensioni, con la lunghezza della testa e del corpo tra 56 e 78 mm, la lunghezza della coda tra 63 e 80 mm, la lunghezza del piede di 18 mm, la lunghezza delle orecchie di 12 mm e un peso fino a 17 g.

Le parti superiori sono bruno-grigiastre, cosparse densamente di lunghi peli neri. La testa è lunga e appiattita. Le parti ventrali sono biancastre, con la base dei peli grigia. Sotto gli occhi ed il muso la demarcazione tra i due colori è netta. I fianchi sono giallastri. Le mani e i piedi sono bianchi. La coda è più lunga della testa e del corpo, ricoperta finemente di peli, scura sopra, più chiara sotto. Sono presenti 19 anelli di scaglie per centimetro.

## Biologia

### Comportamento
Costruisce sistemi di cunicoli nascosti sotto tumuli di ghiaia, dove si aggrega fino a 10 individui.

## Distribuzione e habitat
Questa specie è diffusa nel Queensland orientale.
Vive in boscaglie e aree rocciose, savane alberate con sottobosco dominato da erbacee sopra zone collinose.

## Conservazione
La IUCN Red List, considerato il vasto areale, la presenza in diverse aree protette e la popolazione numerosa, classifica P. patrius come specie a rischio minimo (Least Concern).